# Stenocarpus gracilis
Stenocarpus gracilis är en tvåhjärtbladig växtart som beskrevs av Brongn. & Gris. Stenocarpus gracilis ingår i släktet Stenocarpus och familjen Proteaceae. Inga underarter finns listade i Catalogue of Life.